# Tadeusz Michałowski (żołnierz)
Tadeusz Michałowski (ur. 6 września 1896 w Rzeszowie, zm. 22 grudnia 1951 we Wrocławiu) – podpułkownik artylerii Wojska Polskiego, uczestnik wojny polsko-bolszewickiej 1919-1920, wojny obronnej 1939, żołnierz Armii Krajowej, uczestnik powstania warszawskiego.

## Życiorys
Urodził się w rodzinie Franciszka herbu Poraj, radcy budownictwa, c. k. nadinżyniera Rzeszowa, i Kazimiery ze Zborowskich. 10 sierpnia 1914 roku został wcielony do c. i k. armii. Walczył na froncie włoskim w szeregach pułku artylerii górskiej.
Wstąpił do Wojska Polskiego 1 listopada 1918 roku. Oficer 6 pułku artylerii polowej przemianowanego na 24 pułk artylerii lekkiej w Jarosławiu. Zweryfikowany w stopniu kapitana ze starszeństwem z dniem 1 czerwca 1919 roku w korpusie oficerów artylerii. Od 5 września 1929 roku był wykładowcą oraz dowódcą oddziału ćwiczebnego i baterii szkolnej w Szkole Podchorążych Rezerwy Artylerii we Włodzimierzu. 27 stycznia 1930 roku został awansowany na majora ze starszeństwem z dniem 1 stycznia 1930 roku w korpusie oficerów artylerii. 2 września 1932 roku został przeniesiony do 24 pal na stanowisko dowódcy dywizjonu. 2 lutego 1935 roku został przesunięty na stanowisko kwatermistrza pułku. Na stopień podpułkownika został awansowany ze starszeństwem z dniem 19 marca 1938 roku w korpusie oficerów artylerii. 1 września 1938 roku został I zastępcą dowódcy pułku.
W sierpniu 1939, w czasie mobilizacji, objął dowództwo pułku i sprawował je w czasie kampanii wrześniowej. Uciekł z transportu sowieckiego unikając losu w Katyniu. Wstąpił do Armii Krajowej. W czasie okupacji przybywał w Warszawie i Przeworsku. Należał do oficerów przeciwnych wybuchowi powstania warszawskiego. Pełnił w nim funkcję kierownika kolegium aprowizacyjnego przy Delegaturze Rządu na Kraj. Po upadku powstania wraz z Komendą Główną przebywał w Oflagu II C Woldenberg – do lutego 1945 roku. 
W kwietniu 1945 roku wrócił do Warszawy. Zmuszony do zmiany miejsca pobytu zamieszkał we Wrocławiu. Represjonowany przez wrocławskie UB, wielokrotnie zatrzymywany i przesłuchiwany, zwolniony z pracy.